# Santillana de Campos
Santillana de Campos es una localidad de la provincia de Palencia (Castilla y León, España), que pertenece al municipio de Osorno la Mayor.

## Situación
Se encuentra en la carretera N-611 que enlaza Palencia con Santander. A 6 km de la capital del municipio,  Osorno y a 45 km de Palencia.
Confina al N con el mencionado Osorno, al E con Osornillo, al SE con Las Cabañas de Castilla, al S con Marcilla de Campos, al SO con Arconada, al NO con Villaherreros y Villadiezma.

## Geografía humana

### Demografía
| Gráfica de evolución demográfica de Santillana de Campos entre 1842 y 1970 |
| |
| Población de derecho según los censos de población del INE Población de hecho según los censos de población del INEEntre el censo de 1981 y el anterior, este municipio desaparece porque se agrupa en el municipio 34901 (Osorno la Mayor) |

Evolución de la población en el siglo XXI
| Gráfica de evolución demográfica de Santillana de Campos entre 2000 y 2020 |
|                                                                            |
| Población de derecho (2000-2020) según el padrón municipal del INE         |

## Historia y monumentos
La iglesia parroquial de Santillana de Campos está dedicada a Santa Juliana. El nombre de Santillana deriva como el de su hermana cántabra de la evolución de la palabra Santa Juliana, cuya onomástica se celebra el 16 de febrero.
Es etapa de uno de los ramales del Camino de Santiago que discurría por la antigua calzada romana Vía Aquitania actualmente recuperado como Camino a Santiago Vía Aquitania. En el tramo de Dessobriga (Osorno), y Lacobriga (Carrión de los Condes), entre las dos mansiones romanas, el camino se denomina en todo su recorrido Camino Francés  o Carrera Francesa, nombre éste de origen medieval habitual para el Camino que seguían los peregrinos franceses a Santiago.
Santillana de Campos fue municipio independiente hasta el año 1974. Ese año se decretó su anexión al municipio de Osorno la Mayor.
Hallazgos relevantes de la Edad de Bronce fueron descubiertos durante el desmonte del trazado realizado para la carretera Palencia-Santander N-611 a principios de la década de los 90 del siglo XX, que arroja información sobre el tipo de inhumaciones de este periodo, este es el denominado hallazgo de Carrelasvegas sito a 600 metros sur desde la intersección del arroyo Vallarna y la N-611.
En los siglos XVI al XVIII se le conoció por el nombre de Santillana de Las Cabañas.

### Enlaces
- http://dare.ht.lu.se/places/18410 (enlace roto disponible en Internet Archive; véase el historial, la primera versión y la última).
- http://www.viasromanas.net/pdf/01_Via_romana_Cerezo_de_Riotiron_a_Leon.pdf Archivado el 29 de abril de 2018 en Wayback Machine.
- https://www.condadodecastilla.es/blog/via-de-hispania-in-aquitania-por-el-condado-de-castilla/
- Localización en el atlas del Imperio Romano
- http://www.terranostrum.es/turismo/palencia/tierra-de-campos/santillana-de-campos/canal-de-castilla-i-ramal-norte

### Libro
- Raymond Chevallier: Las vías romanas. (1972) Armand Colin
- Moreno Gallo Isaac, Descripción de la Vía Romana de Italia a Hispania en las provincias de Burgos y Palencia. 2000 ISBN 84-86841-86-0

- Datos: Q2879511
- Multimedia: Santillana de Campos / Q2879511